# Clausnitz
Clausnitz je vesnice, místní část obce Rechenberg-Bienenmühle v německé spolkové zemi Sasko. Nachází se v zemském okrese Střední Sasko a má 870 obyvatel. Leží v Krušných horách při hranicích s Českou republikou (několik kilometrů od Českého Jiřetína).

## Historie
Vznikla nejspíše ve 13. století v souvislosti s vnitřní německou kolonizací výše umístěných oblastí země (pohoří aj.) 

## Protesty proti uprchlíkům v roce 2016
V únoru 2016 došlo k vesnici k mediálně sledovanému incidentu, kdy místní obyvatelstvo zablokovalo příjezd autobusu uprchlíků, kteří přišli do vesnice v souvislosti s migrační krizí, neboť zde pro ně německá vláda zřídila ubytovací zařízení. Obyvatelé Clausnitz odmítali uprchlíky nechat vystoupit z autobusu a skandovali heslo Wir sind ein Volk (My jsme jeden národ), které je spojeno s pádem komunistického režimu ve východním Německu.